# Zadní Třebaň
Zadní Třebaň (en allemand : Hinter Trebain) est une commune du district de Beroun, dans la région de Bohême-Centrale, en République tchèque. Sa population s'élevait à 914 habitants en 2020.

## Géographie
Zadní Třebaň se trouve sur la rive droite de la Berounka, à 3 km à l'ouest de Řevnice, à 11 km au sud-est de Beroun et à 25 km au sud-ouest de Prague.
La commune est limitée par la rivière Berounka et la commune de Hlásná Třebaň au nord, par Řevnice à l'est et au sud-est, par Svinaře au sud-ouest et à l'ouest, et par Liteň à l'ouest.

## Histoire
La première mention écrite de la localité date de l'an 1000.